# オトメ☆コーポレーション
オトメ☆コーポレーション（Otome Corporation）は、日本の女性アイドルグループである。長野県ご当地アイドル。

## 概要
2009年9月に結成。「新規参入アイドル企業」をキャッチフレーズとして、長野県と都内を中心にイベントやライブ活動をするアイドル企業。
2012年からは長野県内のテレビやラジオのレギュラー番組も増え、年末に開催されたご当地アイドルNo.1決定戦「U.M.U AWARD 2013」では、全国から300組強の応募があった中、長野県代表として決勝の11組まで勝ち進み、長野県を全国にアピールした。また2013年12月には、ひかりのソロ活動が評価され、長野県岡谷市の産業大使に任命された。そして2014年4月、新入社員（新メンバー）を迎え、最新音源とともに新生オトメ☆コーポレーションとしての活動をスタートさせる。
- 2010年7月初CDリリース。
- 各メンバーは、「オトメ☆コーポレーション」という企業に勤務するOLという設定である。そのため、メンバーには所属部署があり、制服風の衣装を着用している。また、ファンは「株主」と呼ばれ、単独イベントは「株主総会」と称される。
- 元リーダーのなるみ（2013年10月退社）が長野県伊那市出身のため、伊那市宣伝アーティストに任命され、伊那市のＢ級グルメ「ローメン」を題材にしたＣＤ「おいし伊那☆ローメン」を発売している（現在は解任されている）。
- 楽曲の作詞者は「オトメ☆コーポレーション」となっているが、その表記どおりメンバーたちが自分で作詞している。また、ダンスの振り付けもひかりを中心としてメンバー自身で考えている。
- 2012年8月末、サークルＫ×オトメ☆コーポレーション+FM長野echoes商品企画部キャンペーンソング発売のプロモーション企画として、長野県内に137店舗あるサークルＫ全店舗を2日間で回る”オトメ☆弾丸外回り”を実行。サークルＫ全店舗でスタッフや株主との記念撮影や、移動中の車内をUstream配信するなど、2日間ほとんど寝ずに弾丸外回りを成功させた。
- 2012年12月、ご当地アイドル NO.1 決定戦「U.M.U AWARD」ファイナリスト。
- 2013年9月、ひかりが1stソロシングル「世界に届け岡谷」を発売。長野県岡谷市のご当地ソング「世界に届けOKAYA!!」、岡谷市の公認萌えキャラクター岡山まゆみのキャラクターソング「旋盤少女～Machining Girl～」を収録。
- 2013年10月31日付で、なるみとゆうこが、オトメ☆コーポレーションを退社（脱退）を発表。残されたひかりは、オトメ☆をどうするか悩んだ末、継続を決意（彼女の中で武道館に立つこと夢なので引退は考えていなかった）。
- 2013年11月から約1ヶ月間、ひかり1stソロシングル「世界に届け岡谷」のリリースイベントツアーを決行。長野県内のライオン堂、平安堂、PLUM SHOPを巡り、都内でも東京アニメセンターwithあるあるCity、新星堂サンシャインシティアルパ店で開催。最終日は、長野県岡谷市の笠原書店にてツアーの幕を閉じた。「世界に届けOKAYA!!」「旋盤少女～Machining Girl～」を含む計8曲を披露。この模様は地元新聞社が多数取材にきており、翌日の朝刊等で今後の活躍を期待する記事が掲載された。なお、このリリースイベントツアーには事務所の後輩である「おしくらまんじゅ」も同行し、ひかりの前座でパフォーマンスをするほか、PLUMレーシング テーマソング「冀望（きぼう）の風に」を「ひかりwithおしくらまんじゅ」で披露していた。
- 2013年12月、ご当地アイドルNO.1決定戦「U.M.U AWARD」候補30組に「ひかりwithおしくらまんじゅ」で選出。投票、youtube再生回数結果の末決勝進出ならず。
- 2013年12月、ひかりが「長野県岡谷市産業大使」に任命される。岡谷市今井市長から活動の評価、産業大使の名刺をもらい、今後の活躍を期待される。その後も岡谷市で開催されるイベントに多数出演。
- 2013年12月30日、ひかり初主催イベント「ひかぽっぷふぇす vol.0 ～ゼロでは終わらない、明日を探すんだ～」を池袋RUIDO K3で開催。同事務所に所属する「おしくらまんじゅ」「PON POCO PON」「荒井菜緒」のほか、事務所専属ダンス講師 ayakoを迎え、大成功で締めくくった。イベントタイトルのサブタイトルはオトメ☆コーポレーションの楽曲「クリスタ～新たなるはじまり～」の歌詞から引用。メンバーの退社、ソロでの活動、後輩に対する姿勢や、一人になったオトメ☆でも変わらず応援してくれる多くの人への想いを込めつけられた。
- 2014年4月、新入社員（新メンバー）4人が加入し、新生オトメ☆コーポレーションとして新たに5人で活動をスタート。長野市内と都内でお披露目ライブを行った。
- 2014年10月27日付で、6月中旬より体調不良により活動休止していた舞沢栞の退社（脱退）が発表され、4人で活動していく事となった。
- 2016年に全国ツアー「春闘全国総決起集会」を行い全7会場8公演で観客総動員1000人を達成した場合は夏のワンマンライブ開催及び全国流通のCDを発売。不達成だった場合は、全員退社（脱退及び解散）。結果は712人と達成ならずで、8月28日のライブをもって全員退社し、7年の活動に幕を閉じた。
- 2017年9月30日に映画『LOCO DD 日本全国どこでもアイドル』が公開された。これは３つのパートから成るオムニバス形式の作品で、オトメ☆コーポレーションは田中要次監督による第一話『Last DAYS～君といた場所～』の主役。前年のラストライブの模様も一部収録されている。また公開初日にはシネマート新宿の舞台挨拶で、メンバー4名のうち3名が久々に公の場で顔を合わせた[1]。

## メンバー
(2016年の活動終了地点まで)
- 久保田 光（1991年5月20日 - ）
  - リーダー。代表取締役（元経理部）。東京都出身。血液型A型。イメージカラーはピンク   。
  - 身長：156cm  Fカップ
  - 趣味：カラオケ、レシピ集め、食べること
  - 特技：三点倒立、ダンスのコピー、物のマネ
  - 好きなもの：アイドルのDVD、タルト、かつ丼
  - 好きな場所：自分の部屋、カラオケ
  - 好きな言葉：唐揚げ、平和、爆笑
  - 無類の肉好き。特にカツ、からあげをこよなく愛する。ケンタッキーフライドチキンも大好き。
  - モーニング娘。、松浦亜弥、℃-ute、Dream5など、とにかくアイドルが大好きで多くの振り付けを完コピしている。自身、出演することを夢見ていた「TOKYO IDOL FESTIVAL」（2013年出演）では、DREAM5のライブを観戦し直後の廊下ですれ違い大興奮した。目の前で見られたことに満足し、声は全くかけられなかったものの、その後はスキップで控え室へ戻って行った。後にラジオで「いま思えば周りの目が恥ずかしい…」と語っている。
  - 本人曰く、自分が可愛くない理由の73%は鼻に原因があるらしい。
  - 後輩である「おしくらまんじゅ」のちえとみほを可愛がっている。ちえとは、アンパンマンミュージアムへ二人で出かけたり、みほとはお肉料理を一緒に食べに行ったり、お互いの家に泊まりあうなど、プライベートでも交流を深めている。ひかりが長野へ宿泊のときは寂しさのあまりLINEや電話をするほど。その際、謎の○○ごっこがはじまる。ちなみにホテルで3人別々の部屋をとっても、必ず誰かしらの部屋で3人一緒に寝るので、それ以来スタッフは3人部屋を用意するようになった。

- 比留川 知絵（1993年7月16日 - ）
  - 販売営業部。神奈川県出身。血液型B型。イメージカラーはイエロー   。
  - 身長：157cm
  - 趣味：料理、ネイル
  - 特技：バドミントン、ヘアメイク
  - 好きなもの：ライブ
  - 好きな場所：ほこほこしてる場所
  - 好きな言葉： ×（ばつ）だって見方をかえれば＋（ぷらす）になる！
  - 後輩ユニット「おしくらまんじゅ」のメンバーでもあり、リーダー。

- 藤本 美帆（1994年5月24日 - ）
  - 国際交流部。福岡県出身。血液型A型。イメージカラーはブルー   。
  - 身長：155cm
  - 趣味：ライブ鑑賞、買い物
  - 特技：ダンス
  - 好きなもの：おしゃれな洋服
  - 好きな場所：自分の部屋のソファ
  - 好きな言葉：笑顔
  - 後輩ユニット「おしくらまんじゅ」のメンバーでもある。

- 荒井 菜緒（1989年10月25日 - ）
  - 食品衛生部。長野県出身。血液型A型。イメージカラーはグリーン   。
  - 身長：158cm
  - 趣味：健康について調べること、うさぎの世話、ジム
  - 特技：ピアノ、フルート、健康的な料理、アボカドの食べ頃を見極める
  - 好きなもの：野菜、うさぎ
  - 好きな場所：ジム・電磁波の少ない場所、山
  - 好きな言葉：ピンチはチャンス！

## 旧メンバー
- なるみ(現:成美)＜2013年10月退社＞
- ゆうこ＜2013年10月退社＞
- 舞沢 栞＜2014年10月退社＞

## ディスコグラフィ

### ミニアルバム
- 入社式（2010年7月7日、日本・タイ国同時発売）
  - ノスタルジック・ラブレター
  - もっと伝えて…
  - 片想い
  - 夢で逢いましょう
  - JUMP!

### シングル
- 朝礼（2010年12月22日）発売元：adding／販売元：バウンディ株式会社
  - だーりん
  - フォーリン☆ラビュ
  - シャララ☆
  - 朝礼

- 社内会議（2011年1月26日）発売元：adding／販売元：バウンディ株式会社
  - 恋の歌謡曲
  - スター☆
  - 優しいあなた
  - 社内会議

- 笑顔営業（2011年2月23日）発売元：株式会社adding／販売元：バウンディ株式会社
  - ハートの数だけ
  - 青色の恋
  - 給湯室
  - 笑顔営業

- 社員食堂（2011年5月25日）
  - 愛のカケラ
  - カラーリング
  - 社員食堂

- おいし伊那☆ローメン（2011年12月14日）発売元：株式会社adding／販売元：バウンディ株式会社
  - おいし伊那☆ローメン
  - だいじょ（大丈夫）
  - 視察旅行

- 事業計画（2012年6月27日）発売元：株式会社adding／販売元：バウンディ株式会社
  - ずっきゅん☆おとめろでぃ♪
  - クリスタ☆~新たなる始まり~
  - 事業計画

- SweetS☆angel（2012年8月20日、サークルＫ×オトメ☆コーポレーション+FM長野echoes商品企画部キャンペーンソング。長野県内のサークルＫ限定発売）
  - SweetS☆angel
  - 恋するサラダ

- 新規参入（2012年9月19日）発売元：株式会社adding／販売元：タワーレコード株式会社
  - しあわせtime
  - 恋花火
  - 新規参入

- 会社設立（2013年2月27日）
  - 片想い恋メモリアル
  - twinkling love
  - 信州☆魂
  - 会社設立

- 大好き☆すずほまれ（2013年4月13日、池田町役場にて無料配布）
  - 大好き☆すずほまれ
  - 大好き☆すずほまれ（original karaoke）

- 冀望の風に／ハイ・アベレージ（2013年7月20日）
  - 冀望の風に【AND THE GIG ～HIKARI（オトメ☆コーポレーション）＆みほ（おしくらまんじゅ）＆みさき（おしくらまんじゅ）～】
  - ハイ・アベレージ【M.A.Y feat.コタニキンヤ. ～コタニキンヤ. ＆YUJI（M.A.Y）＆真鍋貴之（M.A.Y）～】
  - 冀望の風に（original karaoke）
  - ハイ・アベレージ（original karaoke）

- 世界に届け岡谷（2013年9月23日）
  - 旋盤少女～Machining Girl～【HIKARI（オトメ☆コーポレーション）】
  - 世界に届けOKAYA!!【HIKARI（オトメ☆コーポレーション）】
  - 旋盤少女～Machining Girl～（ORIGINAL KARAOKE ver）
  - 世界に届けOKAYA!!（ORIGINAL KARAOKE ver）

- 2014年度入社式（2014年4月26日）
  - スタートライン
  - スイッチの行方
  - スタートライン（original karaoke）
  - スイッチの行方（original karaoke）

- 社内調査 ～ブラック企業！？orホワイト企業！？～（2014年11月1日）
  - Can't stop the [now]
  - DAYS～君といる場所～
  - Pure My Heart

### DVD
- jump!（2010年10月30日）
  - jump! PV
  - PV撮影模様

## 出演

### ラジオ
- echoes（FM長野）
- 「adding channelおとねっと」(レインボータウンエフエム放送)
- 「ともラジ」(SBCラジオ)
- 「ウィークリーパーソナリティ」（お台場レインボーステーション）

### テレビ
- 346Bar（2010年11月1日・8日、信越放送）
- 信州の食彩（2012年5月5日～7月7日、長野朝日放送）
- 信州のおいしい旬（長野朝日放送）
- 業界トップニュース（2012年5月5日、テレビ朝日）
- ナウマンゾウのメガホン（2012年7月26日～、信越放送）
- 乗鞍天空マラソン＆EVのエコな旅（2012年7月28日、長野朝日放送）
- 双方向クイズ天下統一（NHK）
- きらきらアフロ（テレビ東京）
- ウタ娘（テレビ埼玉）

### インターネット
- 経済産業省・中小企業庁サイト「ものづくり★プライド 注目支援施策を活用した成果事例」 - 関東エリア代表として参加（2016年3月）[2]

### 映画
- LOCO DD 日本全国どこでもアイドル

### フェス
- U.M.U AWARD
- TOKYO IDOL FESTIVAL
- ジモドルフェスタ

### 雑誌
- 週刊プレイボーイ